# Liste der Monuments historiques in Monteignet-sur-l’Andelot
Die Liste der Monuments historiques in Monteignet-sur-l’Andelot führt die Monuments historiques in der französischen Gemeinde Monteignet-sur-l’Andelot auf.

## Liste der Bauwerke
| Bezeichnung                                     | Beschreibung                                               | Standort | Kennzeichnung | Schutzstatus | Datum | Bild |
| ----------------------------------------------- | ---------------------------------------------------------- | -------- | ------------- | ------------ | ----- | ---- |
| Château de Fontorte (Fotos in der Base Mérimée) | Schloss, erbaut in der zweiten Hälfte des 17. Jahrhunderts | (Lage)   | PA00125271    | Inscrit      | 1993  |      |
| Château d’Idogne (Fotos in der Base Mérimée)    | Schloss                                                    | (Lage)   | PA00125270    | Inscrit      | 1993  |      |

## Liste der Objekte
- Monuments historiques (Objekt) in Monteignet-sur-l’Andelot in der Base Palissy des französischen Kultusministeriums